# 1062 هـ
1062 هـ هي سنة في التقويم الهجري امتدت مقابلةً في التقويم الميلادي بين سنتي 1651 و1652.

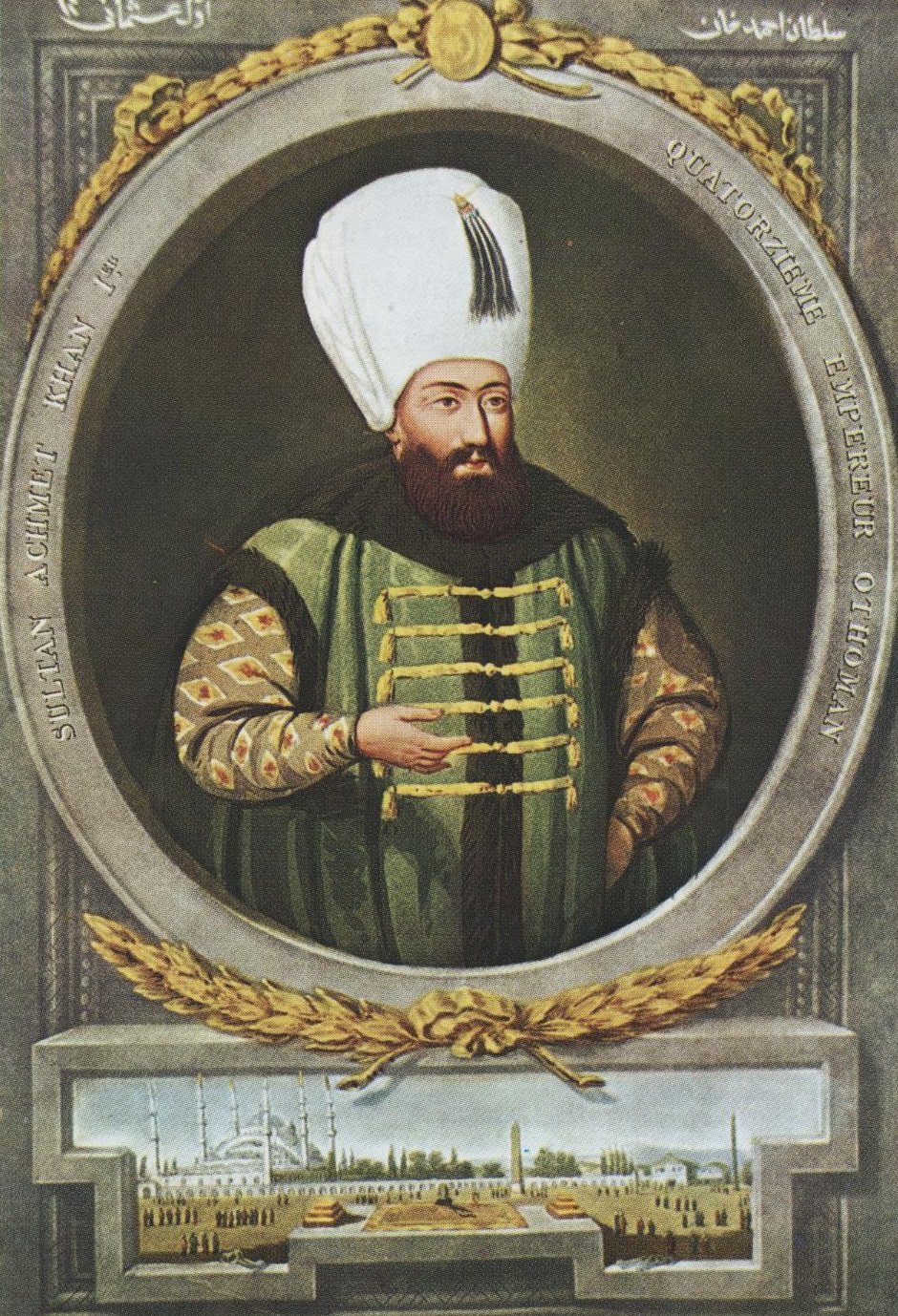
أحمد الأول

## وفيات
- أحمد الأول
- برهان التبريزي
- محمد بن عبد الله معن الأندلسي
- ملا محمود الفاروقي الجونفوري